# Stålull

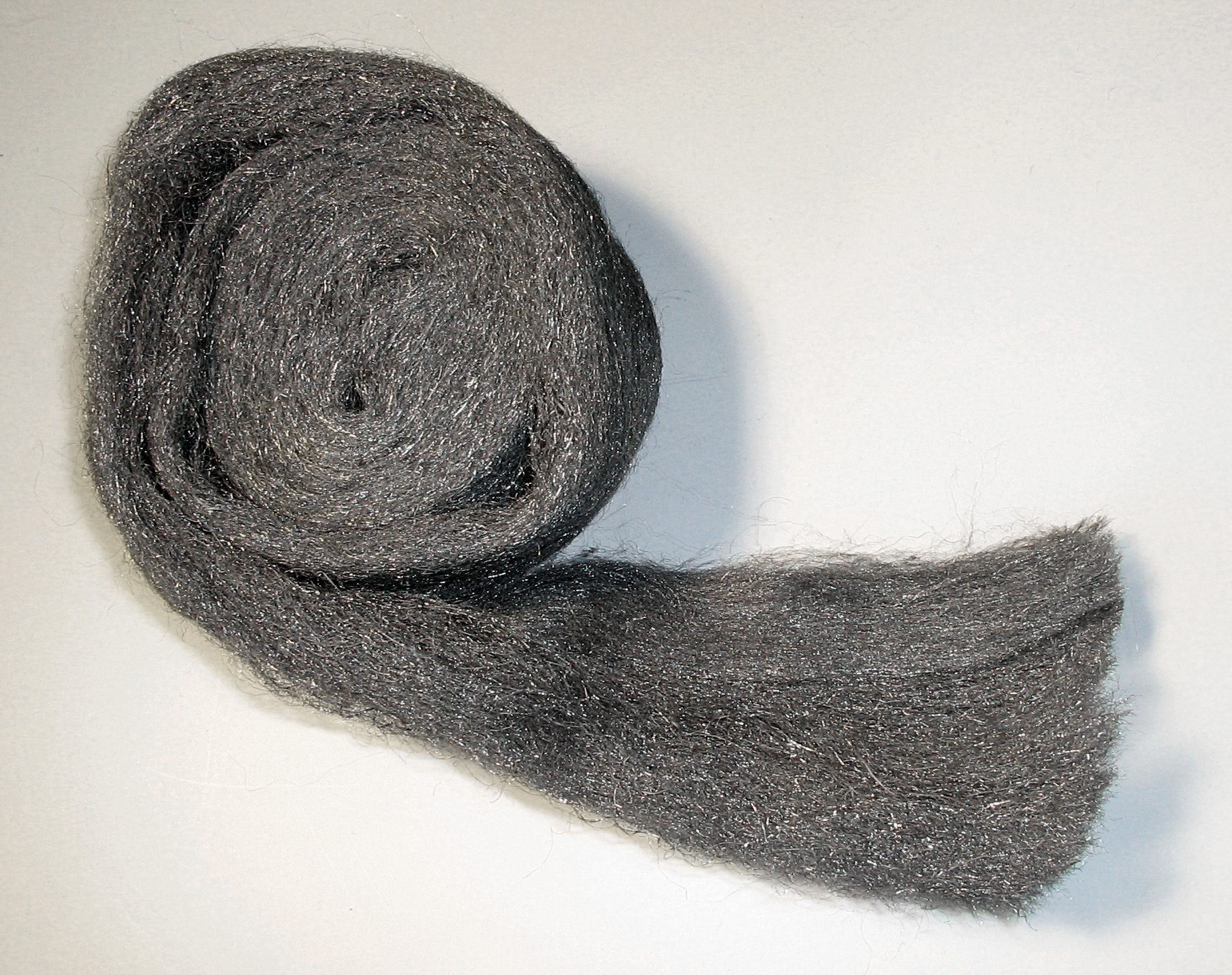
Stålull.

Stålull är en rengöringsprodukt som består av en mycket tunn massa av ståltråd, ibland indränkt i tvål (produkten kallas då även tvålull). Stålull används för rengöring och polering samt i möbelindustrin. Stålull används framförallt för att rengöra svårt smutsade ytor som diskho, kakel, handfat, porslin, vissa spisar och vissa kastruller. Den bör inte användas till rengöring av keramikhällar, teflon och känsliga ytor.
Stålull uppfanns 1917 av grytförsäljaren Ed Cox från San Francisco som ett sätt att intressera potentiella kunder. Cox fann snart att intresset för stålullen var större än det var för hans grytor. Hans fru gav produkten det engelska namnet "S.O.S" ("Save Our Saucepans"). Utelämnandet av sista punkten i "S.O.S" var avsiktligt. Akronymen "S.O.S." är som bekant nödsignal och gick därför inte att varumärkesskydda.